# Левицкий, Сергей Александрович
Серге́й Алекса́ндрович Леви́цкий (15 (28) марта 1908 года, Либава, Курляндская губерния, Российская империя — 24 сентября 1983, Вашингтон) — русский философ, литературовед, публицист.

## Биография
Родился в Либаве, в семье морского офицера Александра Павловича Левицкого (1885-1941) и Софьи Павловны, урожденной Заржицкой. С 1913 года вместе с родителями жил в Эстонии. Среднее образование получил в Ревельской городской русской гимназии (ныне — Таллинская Центральная русская гимназия.
Окончил Карлов университет в Праге, где учился под руководством Н. О. Лосского. Сотрудничал в газете «Слово». В 1941 году получил степень доктора философии, защитив в Карловом университете диссертацию «Свобода как условие возможности объективного познания». В годы Второй мировой войны вступил в НТС (Народно-трудовой союз российских солидаристов). После Второй мировой войны жил в Германии. 
C 1949 в США. С 1965 по 1974 г. преподавал в Джорджтаунском университете русскую литературу и философию.

## Сочинения
- Основы органического мировоззрения. 1948;
- Трагедия свободы. — Франкфурт-на-Майне, 1958 (2-е изд. 1984);
- Русская религиозно-философская мысль XX в. Питтсбург, 1975;
- Сочинения в 2 т., М.: Канон, 1995—96.
  - Т. 1: Трагедия свободы. — 509 с.
  - Т. 2: Очерки по истории русской философии. От истоков до XIX века. — 494 с.
- Патриарх русской философии (к 90-летию Н. О. Лосского). — «Грани», 1960, № 48.
- Место Н. О. Лосского в русской философии,— «Новая жизнь», 1965, № 79.
- Воспоминания о Лосском. — «Грани». 1977, № 126;
- Б. П. Вышеславцев. — Там же, 1965. № 72.
- Гениальный неудачник (Об Андрее Белом). — Там же, 1966. № 60.
- Этюд о смерти.— «Русская мысль», 1967, ноябрь.
- Сёрен Киркегор. — «Посев», 1967, № 43.
- Мартин Хайдеггер. — Там же, 1967, № 45.
- Ж.-П. Сартр,— Там же. 1967, № 46.
- Карл Ясперс. — Там же, 1967. № 47.
- Этюд о неверии. — «Русская мысль», 1967, № 12.
- О метафизическом легкомыслии,— «Новая жизнь». 1967, № 89.
- Юмор и религия.— «Русская мысль», 1968, № I.